# جمال‌الدین‌کوی (اخلاط)
جمال‌الدین‌کوی (به ترکی استانبولی: Cemalettinköy، به کردی: Cemaledîn، به ارمنی: Ջամալդին) یک منطقهٔ مسکونی در ترکیه است که در اخلاط واقع شده‌است. جمال‌الدین‌کوی ۶۲۱ نفر جمعیت دارد.